# Cosmorama (São Paulo)
Cosmorama est une municipalité brésilienne de l'État de São Paulo et la Microrégion de Votuporanga.

## Démographie
| Évolution de la population (municipalité) | Évolution de la population (municipalité) | Évolution de la population (municipalité) | Évolution de la population (municipalité) |
| Année                                     | Population                                |                                           | %±                                        |
| ----------------------------------------- | ----------------------------------------- | ----------------------------------------- | ----------------------------------------- |
| 1950                                      | 10 591                                    |                                           | —                                         |
| 1960                                      | 10 893                                    |                                           | 2,9%                                      |
| 1970                                      | 10 231                                    |                                           | −6,1%                                     |
| 1980                                      | 8 638                                     |                                           | −15,6%                                    |
| 1991                                      | 7 830                                     |                                           | −9,4%                                     |
| 2000                                      | 7 372                                     |                                           | −5,8%                                     |
| 2010                                      | 7 214                                     |                                           | −2,1%                                     |
| 2022                                      | 8 719                                     |                                           | 20,9%                                     |
| ,                                         |                                           |                                           |                                           |